# Annett Louisan
Annett Louisan (ur. 2 kwietnia 1977 w Havelbergu, Niemcy; właściwie Annett Päge) niemiecka piosenkarka. Swój pseudonim Louisan utworzyła od imienia swojej babci Louise.

## Życie
Rok urodzenia Annett Louisan nie jest do końca ustalony. Ona sama podaje rok 1979, inne źródła 1977. Osobiście w wywiadzie mówi: „Dużo czasu minęło od mojego dzieciństwa. Na pewno istnieją ludzie, którzy chcą się trochę odmłodzić. Uważam, że wiek to taka rzecz, którą kobieta może zachować dla siebie“. Za rokiem urodzenia w 1977 przemawia też, że w 2008 na jej oficjalnej stronie internetowej określono ją jako 31-latkę.
Annett Louisan spędziła dzieciństwo jako jedynaczka u swoich dziadków w Schönhausen (Elbe), aż do 13. roku życia, kiedy przeprowadziła się z matką do Hamburga. Tam też później studiowała.
Annett Louisan była od grudnia 2004 do czerwca 2008 żoną Gaziego Isikatliego. W latach 2008-2010 była związana z kanadyjskim muzykiem Martinem Gallop, który w 2007 roku towarzyszył jej na tournée.

## Muzyka

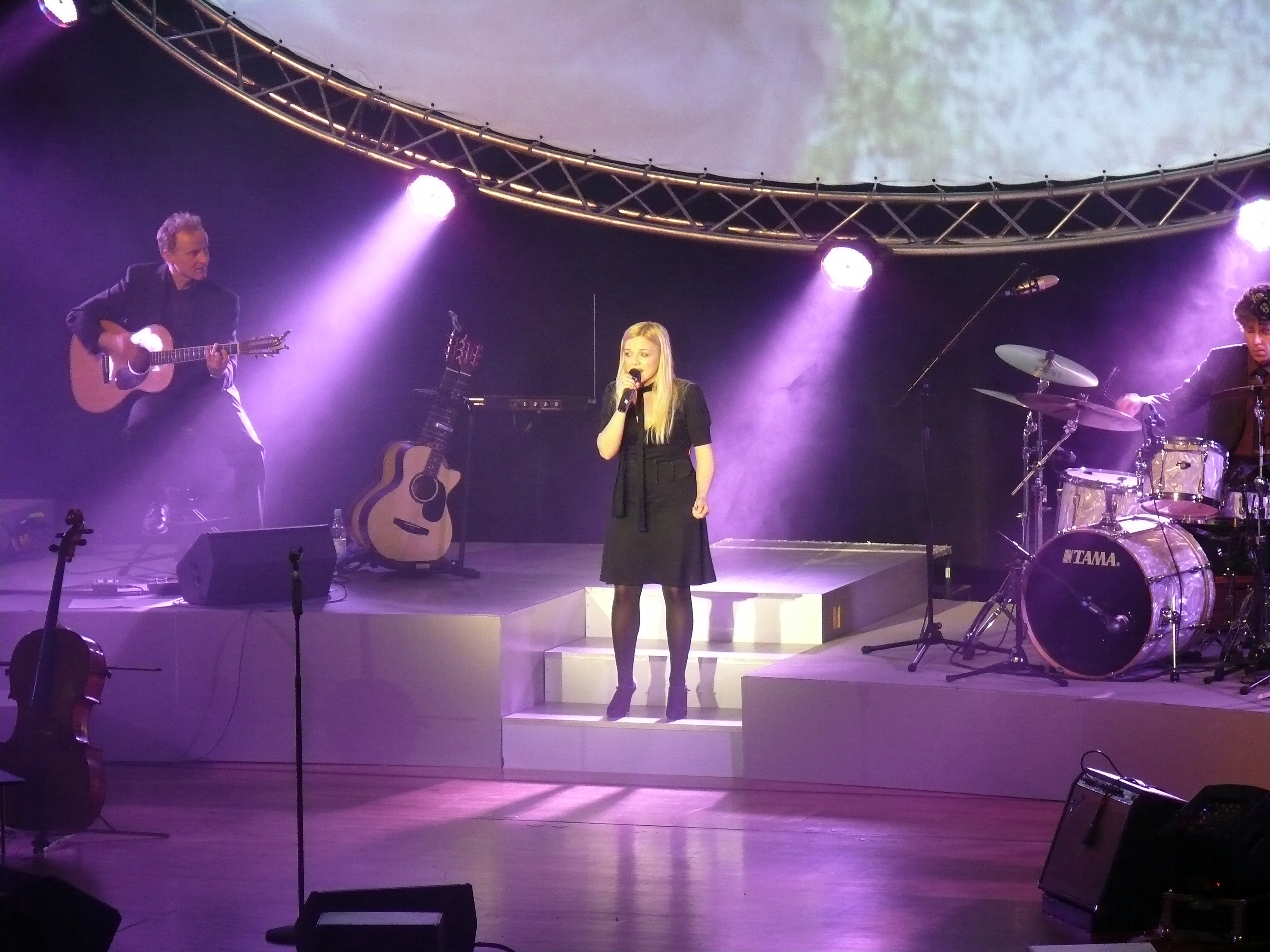
Annett Louisan 20 stycznia 2008 w Liederhalle w Stuttgarcie

Annett Louisan zyskała sławę w 2004 roku dzięki utworom takim jak Das Spiel. Teksty pisze jej producent Frank Ramond, muzykę piszą Hardy Kayser i Matthias Haß.
Louisan śpiewała piosenkę Der kleine Unterschied, która była tytułowym utworem niemieckiej komedii „Warum Männer nicht zuhören und Frauen schlecht einparken“. Ta piosenka tak jak i cała ścieżka dźwiękowa do filmu została skomponowana przez Jamesa Lasta i pojawiła się na płycie Annett Louisan Das optimale Leben.
W październiku 2008 roku ukazał się jej kolejny album Teilzeithippie.

## Zespół

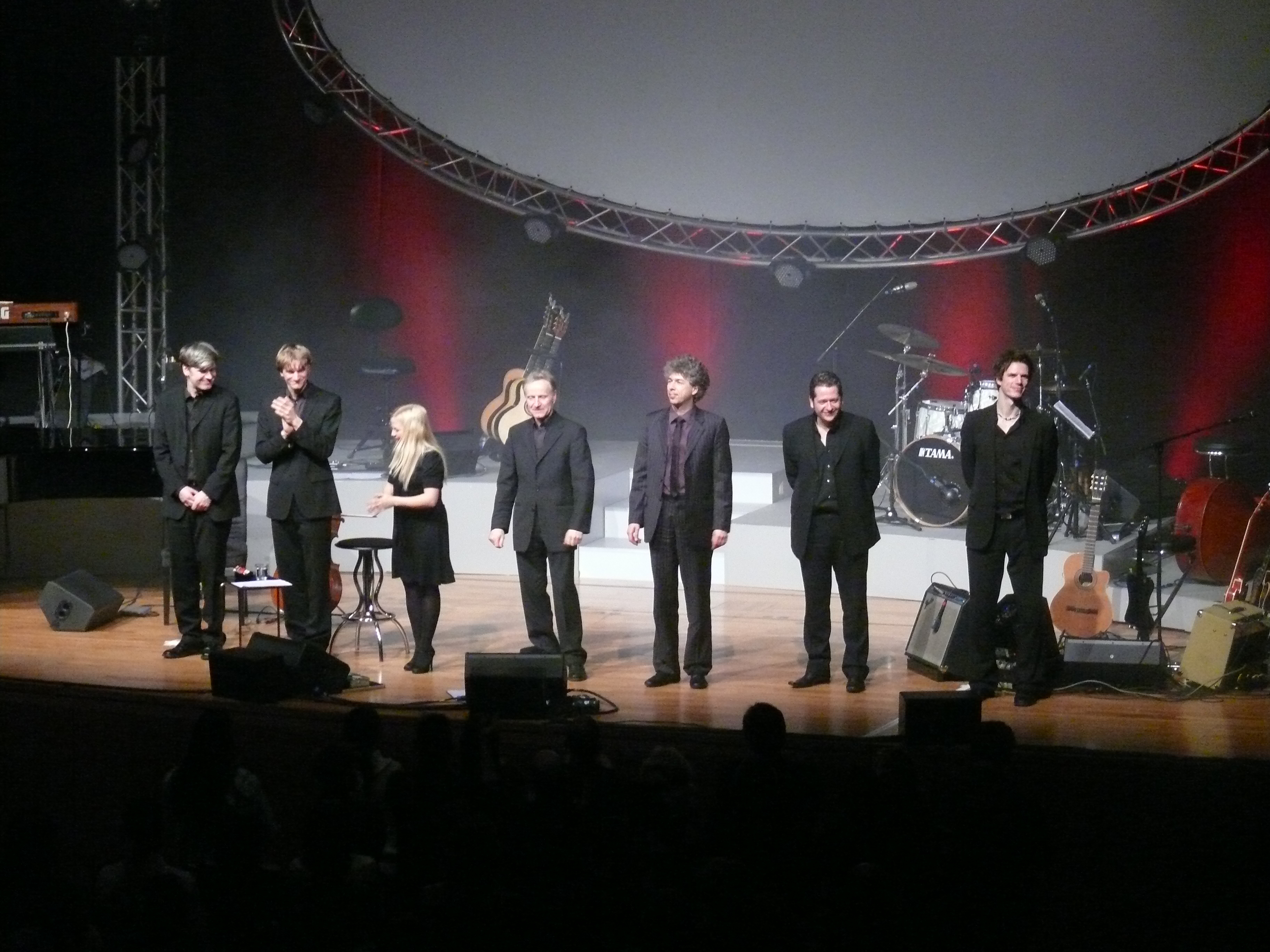
Hardy Kayser, Friedrich Paravicini, Annett Louisan, Jürgen Kumlehn, Christoph Buse, Olaf Casimir, Mirko Michalzik (od lewej do prawej)

Zespół składa się z lidera i gitarzysty Hardy’ego Kaysera, gitarzysty Mirko Michalzika, perkusisty Christopha Buhse'a, kontrabasisty Olafa Casimira, gitarzysty Jürgena Kumlehna i grającego na akordeonie, klarnecie, wiolonczeli lub harmonijce ustnej Friedricha Paraviciniego.

## Dyskografia

### Albumy
| Rok  | Tytuł                  | Sprzedaż | Sprzedaż | Sprzedaż | Wyróżnienia             |
| Rok  | Tytuł                  | DE       | AT       | CH       | Wyróżnienia             |
| ---- | ---------------------- | -------- | -------- | -------- | ----------------------- |
| 2004 | Bohème                 | 3        | 11       | 23       | IFPI (DE): 2× Platynowa |
| 2005 | Unausgesprochen        | 3        | 19       | 49       | IFPI (DE): 1× Platynowa |
| 2007 | Das optimale Leben     | 2        | 6        | 7        | IFPI (DE): 1× Złota     |
| 2008 | Teilzeithippie         | 2        | 6        | 11       | IFPI (DE): 1× Złota     |
| 2011 | In meiner Mitte        | 2        | 5        | 22       |                         |
| 2014 | Zu viel Information    | 3        | 4        | 8        |                         |
| 2016 | Berlin, Kapstadt, Prag | 11       | 22       | 32       |                         |

### Single
| Rok  | Tytuł                              | Miejsce na liście | Miejsce na liście | Miejsce na liście | Album              |
| Rok  | Tytuł                              | DE                | AT                | CH                | Album              |
| ---- | ---------------------------------- | ----------------- | ----------------- | ----------------- | ------------------ |
| 2004 | Das Spiel                          | 5                 | 12                | 66                | Bohème             |
| 2005 | Das Gefühl                         | 34                | 64                | –                 | Bohème             |
| 2005 | Das große Erwachen (… und jetzt …) | 52                | 68                | –                 | Unausgesprochen    |
| 2006 | Eve (Online-Single)                | –                 | –                 | –                 | Unausgesprochen    |
| 2006 | Wer bin ich wirklich               | 29                | 54                | 46                | Unausgesprochen    |
| 2007 | Das alles wär nie passiert         | 52                | 71                | 30                | Das optimale Leben |
| 2007 | Was haben wir gesucht?             | –                 | –                 | –                 | Das optimale Leben |
| 2008 | Drück die 1                        | 38                | 60                | –                 | Teilzeithippie     |
| 2009 | Auf dich hab ich gewartet          | 83                | –                 | –                 | Teilzeithippie     |
| 2011 | Verschwinde                        | -                 | –                 | –                 | In meiner Mitte    |
| 2011 | Pärchenallergie                    | -                 | –                 | –                 | In meiner Mitte    |

### DVD
- 2006: Unausgesprochen (Live-DVD)
- 2007: Das optimale Leben (Live-DVD)
- 2009: Teilzeithippie (Live-DVD)

### Inne tytuły i projekty
- 2005: B-Seite
- 2006: Das silberne Segel
- 2007: Kokettier nicht mit mir
- 2007: Der kleine Unterschied
- 2008: Frei wie der Wind

## Wyróżnienia
2004
- Złota płyta: 1 × Złota za Bohème

2005
- Echo: Künstlerin des Jahres national Rock/Pop
- Goldene Stimmgabel: Erfolgreichste Solistin Pop
- Złota płyta: 3 × Złota i 2 × Platynowa za Bohème
- DIVA-Award: New Talent of the Year

2006
- Złota płyta: je 1 × Złota i Platynowa za Unausgesprochen
- Goldene Stimmgabel: Erfolgreichste Solistin Pop

2007
- Złota płyta: 1 × Złota za Das optimale Leben

2008
- Złota płyta: 1 × Złota za Teilzeithippie
- Złota płyta: 5 × Złota za Bohéme